# Vitten Kirke
Vitten Kirke ligger i landsbyen Vitten ca. 19 km NV for Aarhus C, (Region Midtjylland).

## Eksterne kilder og henvisninger
- Wikimedia Commons har flere filer relateret til Vitten Kirke
- Vitten Kirke på KortTilKirken.dk
- Vitten Kirke på danmarkskirker.natmus.dk (Danmarks Kirker, Nationalmuseet)